# Liste de plantes toxiques pour les chats
Cette page présente une liste non exhaustive de plantes toxiques pour les chats.

## Familles de plantes par ordre alphabétique

### A
- Amaryllidacées
  - Amaryllis[1]
  - Clivia[1]
  - Crinium[1]
  - Jonquille[2]
- Apocynacées
  - Allamanda[1]
  - Diplanedia[1]
  - Laurier rose[3],[2]
- Aquifoliacées
  - Houx[4]
- Aracées
  - Dieffenbachia[3],[1]
  - Anthurium[1]
  - Philodendron[3],[1]
  - Faux philodendron[3]
  - Arum[1]

### C

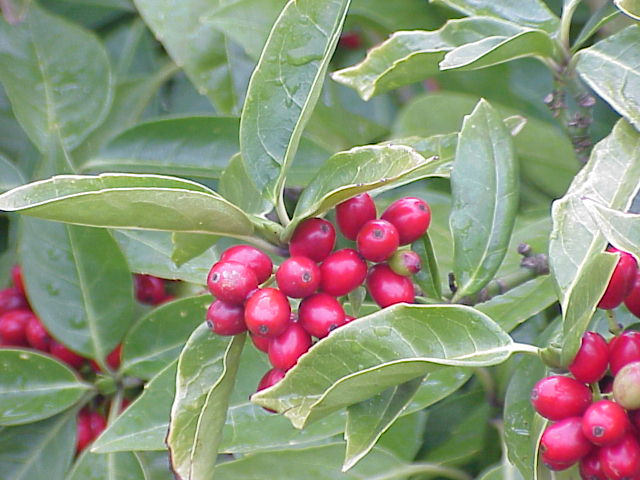
Aucuba.

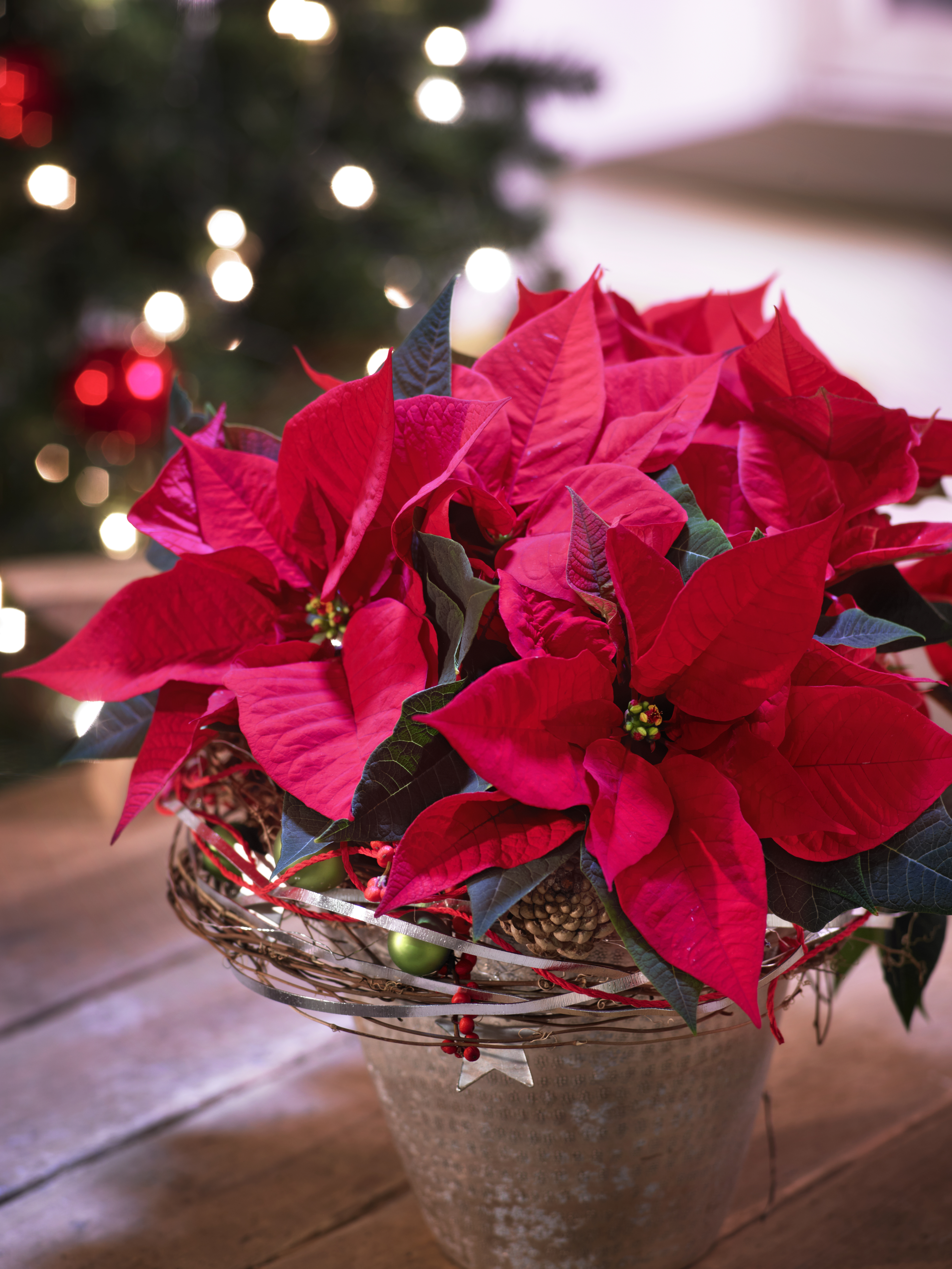
Poinsettia.

- Aucuba.Poinsettia.Cannabacées
  - Chanvre indien[2]
  - Cannabis[2]
- Convolvulacées
  - Chrysanthème[2]
  - Volubilis[2]
- Cornacées
  - Aucuba[2]

### E
- Ericacées
  - Rhododendron jaune[1]
  - Rhododendron du pont[1]
  - Azalée de l'Inde[1]
- Euphorbiaciées
  - Croton[1]
  - Poinsettia[3],[1]
  - Ricin[3],[4]

### F
- Fabacées
  - Mimosa du Japon[4]
  - Fève coccinelle[2]
- Ficacées
  - Ficus[3],[1]

### L

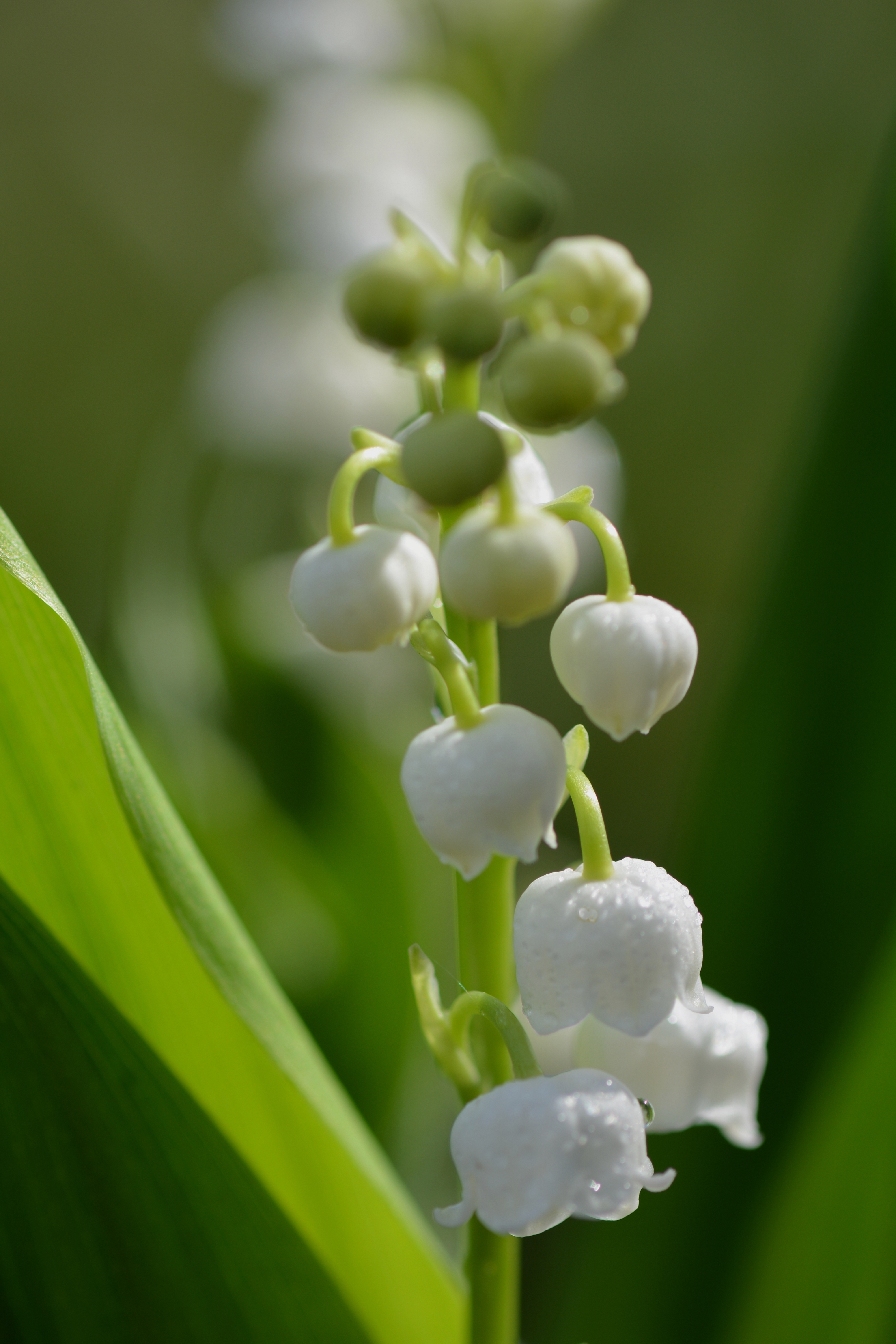
Muguet.

- Liliacées
  - Ail[4]
  - Chlorophytum[1]
  - Chanvre d'Afrique[1]
  - Jacinthe[3],[1]
  - Lys[1]
  - Muguet[3],[2]
  - Oignon[4]
  - Petit houx[4]
  - Sceau de Salomon[2]
  - Tulipe[3],[1]
- Loranthacées
  - Gui[4]

### P
- Primulacées
  - Cyclamen[2]
  - Primevère[2]

### S

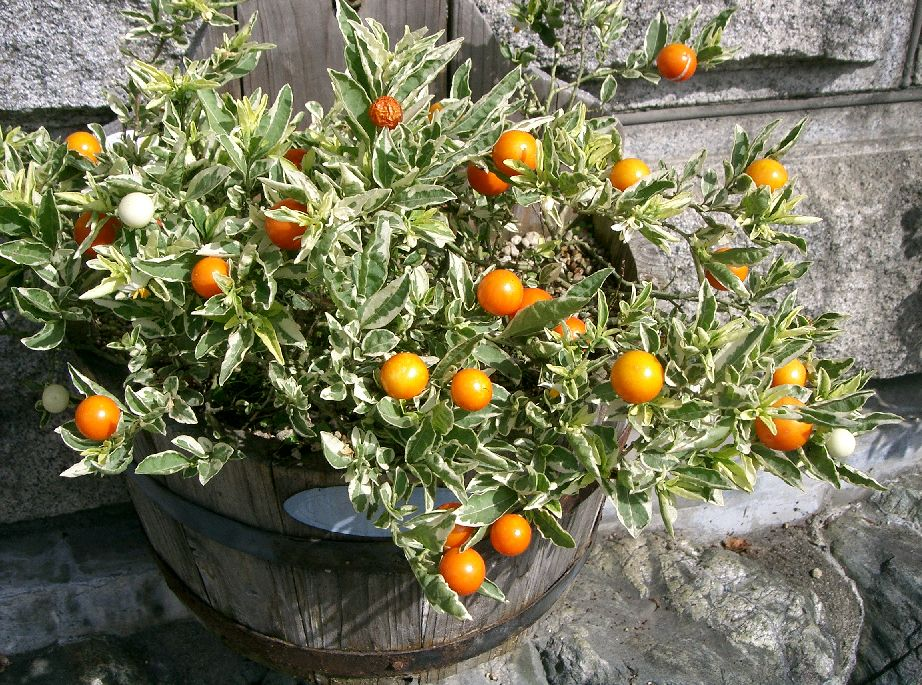
Pommier d'amour.

- Scrofulariacées
  - Digitales[2]
- Solanacées
  - Pommier d'amour[4]
  - Tabac[2]
- Sterculiacées
  - Cacao et ses dérivés[4]

### V
- Verbenacées
  - Lantana[1]

### X
- Xanthorrhoeaceae
  - Aloé vera[3]